# Кальм, Ханс
Ханс Кальм (эст. и фин. Hans Kalm; 21 апреля 1889, Котсама, Феллинский уезд, Лифляндская губерния, Российская империя — 1 февраля 1981, Йювяскюля, Финляндия) — русский, эстонский и финский военный офицер, гомеопат и натуропат.

## Биография
Кальм родился в семье фермера в деревне Котсама (ныне деревня Унаквере в Эстонии) Феллинского уезда Лифляндской губернии.
В 1914 году был призван на службу в Русскую императорскую армию и участвовал в Первой мировой войне. После революции 1917 года бежал в Финляндию и вступил в финскую Белую гвардию. Во время Гражданской войны в Финляндии был командиром батальона, который состоял в основном из студентов двух училищ парковых смотрителей из Эхтяри и Эво.
После Битвы при Лахти его батальон охранял лагерь для военнопленных Хеннала. Кальм также руководил расстрелом командира Красной гвардии в Хельсинки Али Аалтонена.
В июле 1918 года Кальм уволился из армии и отправился в Эстонию, где стал командиром полка Сыновья Севера, который впоследствии участвовал в Освободительной войне. Это было подразделение, состоявшее преимущественно из финских добровольцев. Полк Сыновья Севера был расформирован в мае 1919 года, и Кальм вернулся в Финляндию. С 1923 по 1933 год он жил в США, изучая медицину и работая врачом в Нью-Джерси и Нью-Йорке. В 1930 году он получил гражданство США. В 1934 году Кальм снова вернулся в Финляндию и поселился в городе Раума. Он интересовался альтернативной медициной, такой как натуропатия, ортопатия и гомеопатия.
Когда Финляндия вступила во Вторую мировую войну, Кальм некоторое время был начальником лагеря для военнопленных Наараярви. Был уволен в октябре 1941 года, после чего был отправлен в Германию для изучения вопросов военного здравоохранения для финской армии. Во время войны Кальм также активно участвовал в деятельности финской нацистской организации Финской национал-социалистической трудовой организации. Во избежание ареста за военные преступления в лагере для военнопленных в Наараярви, Кальм в 1946 году бежал в США через Швецию. Кальм работал врачом в округе Эйкен, Южная Каролина, а затем изучал хирургию в Мексике.
В 1957 году Кальм снова вернулся в Финляндию, где занимался гомеопатической медициной. Последние годы жизни в Йювяскюля, где и умер в 1981 году.